# Osvajači olimpijskih odličja u atletici, muški, kros pojedinačno
Osvajači olimpijskih medalja u atletici za muškarce u disciplini kros pojedinačno, koja se našla u programu Igara u tri navrata, prikazani su u sljedećoj tablici:
| Olimpijske igre | Zlato                    | Zlato   | Srebro                  | Srebro  | Bronca                   | Bronca  |
| --------------- | ------------------------ | ------- | ----------------------- | ------- | ------------------------ | ------- |
| Stockholm 1912. | Hannes Kolehmainen (FIN) | 45:11.6 | Hjalmar Andersson (ŠVE) | 45.44.8 | John Eke (ŠVE)           | 46.37.6 |
| Antwerpen 1920. | Paavo Nurmi (FIN)        | 27:15.0 | Eric Backman (ŠVE)      | 27:15.6 | Heikki Liimatainen (FIN) | 27:37.0 |
| Pariz 1924.     | Paavo Nurmi (FIN)        | 32.54.8 | Ville Ritola (FIN)      | 34:19.4 | Earl Johnson (SAD)       | 35:21.0 |